# تاكواريتينغا
تاكواريتينغا (Taquaritinga) بلدية تقع في شمال ولاية ساو باولو في البرازيل. بلغ عدد سكانها لديها 53,985 نسمة (2010)، أكثر من 90٪ منهم يعيشون في المناطق الحضرية.

## أعلام
- سيدني دا سيلفا
- إدميلسون
- خوسيه باولو بايس
- لويز أراوخو